# ジャック・ダニエル
ジャスパー・ニュートン・"ジャック"・ダニエル（Jasper Newton "Jack" Daniel、1846年ないし1850年9月5日 – 1911年10月10日）は、アメリカ合衆国のウイスキー蒸留所経営者、ジャックダニエル・テネシー・ウイスキー蒸留所の創業者。

## 生涯
ダニエルは、父キャラウェイ・ダニエル(Calaway Daniel)と、母ルシンダ(Lucinda)（旧姓：クック (Cook)）の間に生まれた13人の子どもの末子であった。父方の祖父母は、18世紀末にアメリカ合衆国へ移民しており、祖父ジョセフ・"ジョブ"・ダニエル(Joseph “Job” Daniel )はウェールズ、祖母エリザベス・キャラウェイ(Elizabeth Calaway)はスコットランドで生まれていた。ダニエルには、ウェールズ系、イングランド系、スコッツ＝アイリッシュ系（アルスター出身のスコットランド系）、スコットランド系の先祖がいた。
ダニエルは9月生まれであるが、孤児のため正確な日付について確かなことはわかっていない。もし、1850年とされる生年月日が正しいのだとすれば、母親の没年（1847年）と矛盾が生じる上、ジャックダニエル社が1866年と主張するその創業の年に、ダニエルはまだ16歳だったことになる。一部の史料ではダニエルの生年月日を1846年9月5日としている。また、2004年に公刊されたダニエルの伝記『Blood & Whiskey: The Life and Times of Jack Daniel』の著書ピーター・クラス(Peter Krass)は、不動産登記の記録を根拠に、1875年まで蒸留所は存在していなかったと主張している。
ダニエルが農場でコーンからウィスキーを密造して、雑貨店で販売したことから事業が始まった。酒場に販売先を広げ、南東部で自社ブランドを広げた。19世紀にビールは煮沸するため水質管理がされていない当時としては安全だったが、コールドチェーンが発達しておらずほぼ地産地消だった。その点で、ウィスキーは長距離の物流に適していた。
ダニエルは生涯独身で、子どもをもうけなかったので、かわいがっていた甥のレム・モトロー(Lem Motlow)を後継者として育てた。モトローは数字に強く、程なくして蒸留所の帳簿一切を担当するようになった。1907年に健康を害したダニエルは、蒸留所の事業を甥に譲り渡した。

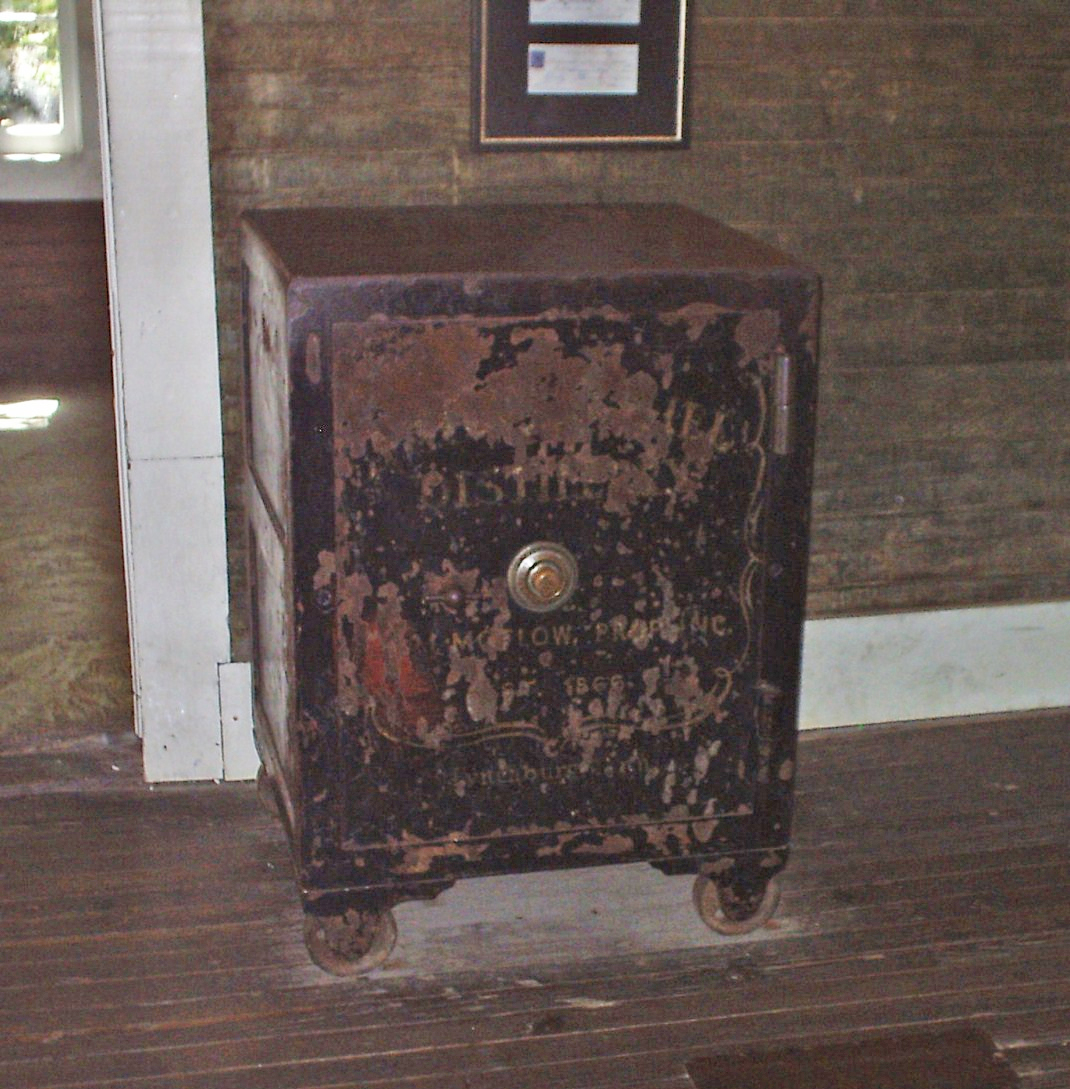
ジャック・ダニエルの金庫

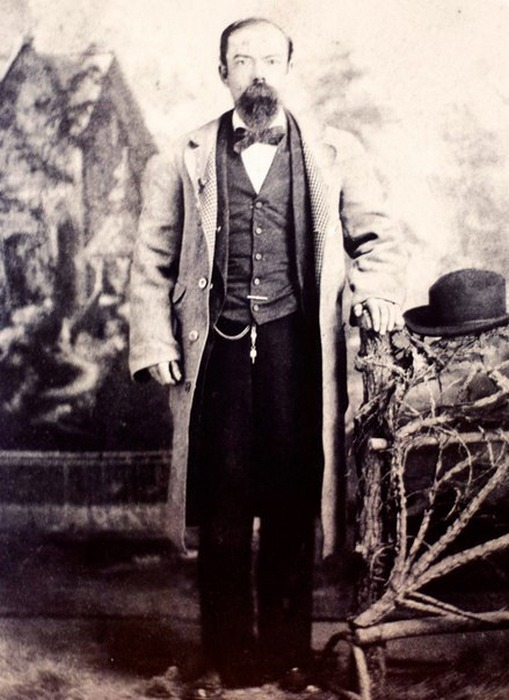
世紀の変わり目のダニエル

ダニエルは敗血症のため、1911年にテネシー州リンチバーグ(Lynchburg)で死んだ。伝えられるところでは、敗血症に感染するもとになった傷は、ある朝、金庫を開けられなかったダニエルが、怒って金庫を蹴ったときに踵に負ったものであったという。ダニエルは金庫の数字の組み合わせを思い出すのが苦手で、いつも手こずっていたとも言われている。ダニエルの最期の言葉は、「最後の1杯をくれ」だった。この一件は、2006年1月にロンドン地下鉄に貼り出されたポスターのキャンペーンでも取り上げられたが、ポスターのコピーの最後の1行は「教訓：朝早く仕事に行ってはいけない」であった。蒸留所の見学ツアーでしばしば語られる冗談のひとつは、傷を治そうとしたダニエルは、ひたすら自分のウイスキーに踵を浸して殺菌しようとしていた、というものである。
ダニエルの死の経緯は、米国のケーブルテレビ専門チャンネルスパイク(Spike)のシリーズ『1000 Ways To Die (「1000通りの死に方」の意)』でも取り上げられた。

## 家族
ダニエルは生涯独身を貫き通した。そんな彼の甥たちを保護下に置いた1人がレムエル・"レム"・モトロウ(Lemuel "Lem" Motlow)であった。ジャックの妹フィネッタの息子であるモトロウはすぐに蒸留所のすべての簿記を行うようになった。